# Abdel Latif Rachid
Abdel Latif Jamal Rachid (arabe : عبد اللطيف جمال رشيد ; en kurde : عەبدولەتیف جەمال ڕەشید), né le 10 août 1944 à Souleimaniye (Irak), est un homme d'État irakien, président de la république d'Irak depuis le 17 octobre 2022. 
Il est ministre des Ressources en eau (en) sous le gouvernement de Nouri al-Maliki. Il occupe le même poste sous le gouvernement de transition irakien et le gouvernement intérimaire irakien. Rachid est aussi porte-parole de l'Union patriotique du Kurdistan (UPK) au Royaume-Uni. Il est diplômé de l'université de Manchester.
Il est élu le 13 octobre 2022 à la présidence de la république d'Irak.

## Biographie

### Formation et carrière professionnelle
Abdel Latif Jamal Rachid est kurde par sa naissance en 1944 à Souleimaniye, et est un membre actif de l'Union patriotique du Kurdistan (UKP) sous la direction de l'ancien président Jalal Talabani, qui est aussi son beau-frère. Rachid a étudié dans une école secondaire britannique A-Levels dans le nord du Pays de Galles. Il est titulaire d'un Bachelor of Science (1968) en génie civil de l'université de Liverpool, et d'un Master of Science (1972) ainsi que d'un doctorat (1976) en ingénierie de l'université de Manchester.
Rachid est ingénieur agréé, membre de l'Institution of Civil Engineering et de la Commission internationale des irrigations et du drainage (ICID). Il a été consultant indépendant pour des projets d'irrigation et de drainage et a travaillé avec la Water Engineering Administration.
Il fut impliqué dans un certain nombre de programmes et d'organisations liés à l'ingénierie, au développement agricole, aux leaderships kurde et irakien. Il a précédemment travaillé comme chef de projet principal pour l'Organisation des Nations unies pour l'alimentation et l'agriculture (UNFAO) au Yémen et en Arabie saoudite. Il a été membre du Conseil exécutif du Congrès national irakien (INC) et représentant de l'Union patriotique du Kurdistan au Royaume-Uni depuis 1986 ainsi que porte-parole du Front du Kurdistan.
Il est marié à Chanaz Ibrahim Ahmed (en) et a deux fils et une fille.

### Carrière politique
En 1992, Rachid a été élu vice-président et membre exécutif du Congrès national irakien (INC), et en 1998, il a été élu au directoire l'INC.
En tant que ministre des ressources en eau de septembre 2003 à décembre 2010, Rachid géra différents dossiers, notamment ceux de l'irrigation, l'approvisionnement en eau municipal et industriel, l'hydroélectricité, la lutte contre les inondations et les exigences environnementales, ainsi que la restauration des marais. Après le renversement du régime de Saddam Hussein en avril 2004, le ministre supervisa des améliorations spectaculaires dans la gestion des ressources en eau du pays.
Outre ses qualifications techniques et ses engagements, Rachid a pris une part active aux politiques kurde et irakienne. Il a assisté à de nombreuses conférences et réunions officielles au nom des partis politiques kurdes et des groupes d'opposition irakiens sous les régimes de Saddam Hussein. Rachid a également représenté la politique kurde et les groupes d'opposition irakiens à Saddam lors de réunions officielles avec diverses institutions et gouvernements internationaux.

### Élection présidentielle de 2022
Après plusieurs mois de blocage lors de l'élection présidentielle irakienne de 2022 qui conduit à la menace d'élections anticipées et des affrontements entre sadristes et forces armées faisant plus de trente morts en août, la crise prend finalement fin en octobre. Le PDK accepte en effet de soutenir la candidature de compromis d'Abdel Latif Rachid, membre de l'UPK mais se présentant sans étiquette avec le soutien du Parti démocratique du Kurdistan (PDK), de telle sorte que le président nouvellement élu puisse nommer un Premier ministre et doter enfin le pays d'un gouvernement après un an d'attente. Abdel Latif Rachid est élu au second tour face au président sortant Barham Salih lors de la session organisée le 13 octobre 2022. Issu de l'UPK, dont il est proche du fondateur Jalal Talabani, Abdel Latif Rachid occupe alors depuis 2010 un poste de conseiller présidentiel après sept ans à la tête du ministère de la gestion de l'eau. Âgé de 78 ans, son expérience de la vie politique irakienne et l'entretien de bons termes avec des politiciens issus aussi bien de la communauté politique chiite que sunnite lui permet de recueillir le soutien des différentes formations,,.

### Président de la république
Abdel Latif Rachid prête serment et entre en fonction le 17 octobre 2022, succédant à Barham Salih. Il charge l'ancien ministre des Droits de l'homme, Mohammed Chia al-Soudani de former un nouveau gouvernement.